# Dolores Payás
Dolores Payás Puigarnau (Manresa, 1955) es una escritora, guionista y directora de cine española.

## Biografía
Empezó a estudiar periodismo primero en la Universidad de Pamplona y después en la Universidad Autónoma de Barcelona, trasladándose más tarde a Ciudad de México, donde se licenció en cinematografía y escritura de guiones en la Universidad Nacional Autónoma de México . Allí empezó su trayectoria profesional en 1980, realizando guiones y documentales didácticos para la Unidad de Televisión Educativa y Cultural de México.
En 1983 dirigió el cortometraje de ficción Levanta más la pierna, que ganó el concurso del Ministerio de Cultura de España "La imagen de la mujer en los medios". Esto le permitió regresar a Barcelona, donde trabajó en la productora de Paco Poch y escribió algunos guiones de películas, así como dos episodios de la serie de televisión ¿ Y ahora qué, Xenia? (1993). También trabajó como guionista en la Asociación de Televisión Educativa Iberoamericana y en el área de guiones de la ESCAC - Escuela Superior de Cine y Audiovisuales de Cataluña .
En 1998 dirigió su primer largometraje, Em dic Sara, que recibió el Premio Turia a la mejor ópera prima en los IX Premios Turia del año 2000. Tardó ocho años en presentar su siguiente largometraje, en 2008: Mejor que nunca, protagonizada por Victoria Abril incluida en 2021 en el IV Festival de Cine por mujeres.
Payàs ha combinado su actividad cinematográfica con la literatura a la que se ha dedicado en estos últimos años de manera preferente. Ha escrito artículos para El País y Revista de Letras . Su novela Solo Sombras. (2019) la escribió durante una estancia en China.

## Filmografía
Como directora
- Levanta más la pierna (también guionista, montaje y productora, 1985)
- Ejercicio colectivo (1983)
- Em dic Sara (también guionista, 1998)
- Mejor que nunca (también guionista, 2008)

Como guionista
- Gaudí de Manuel Huerga (1989)
- Cràpules de Toni Mora (1993)
- Laia, el regal d'aniversari de Jordi Frades (1994)
- No es pot tenir tot de Jesús Garay (1997)
- Sunbjúdice de Josep Maria Forn (1998)

## Obra literaria
- Drik Time! amb Patrick Leigh Fermor (2009) ISBN 978-84-15689-71-3
- Adorables criaturas (2013) ISBN 9788408035527
- El amante de Albión (2014)
- Desde una bicicleta china (2016) ISBN 9788491390251
- Solo sombras (2019) ISBN 9788417181765